# CRLF1
CRLF1‏ (Cytokine receptor like factor 1) هوَ بروتين يُشَفر بواسطة جين CRLF1 في الإنسان.